# Петрография

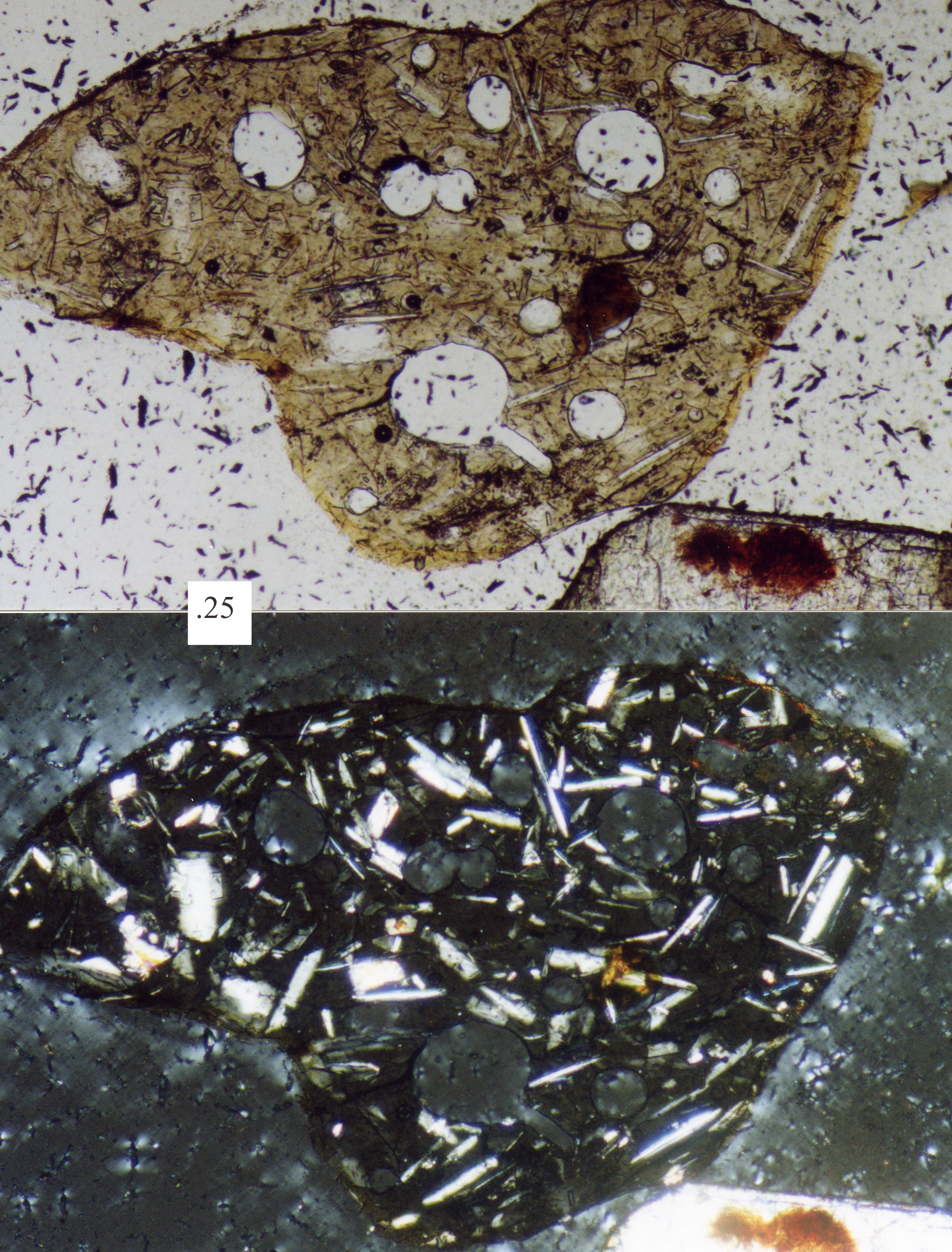
Петрографические исследования под микроскопом

Петрогра́фия (греч. πέτρος «камень» + γράφω «пишу») — описательная часть петрологии (науки о горных породах), она рассматривает структурные, минералогические и химические особенности. Петрография изучает горные породы (минеральные агрегаты образующие земную кору) как геологически самостоятельные составные части.
«Описательная петрография» является собственно петрографией, она включает физиографию горных пород и общие вопросы их происхождения и взаимных соотношений.
Петрография получила распространение в конце XIX века с развитием микроскопических поляризационных методов исследований их минерального состава, текстуры и свойств.

## Термин
В России и во Франции широко использовали термин петрография (pétrographie). В англоязычных странах распространено более широкое понятие петрология (petrology).
Петрография (как составная часть петрологии) изучает закономерности минерального состава и строения рыхлых и твёрдых (каменных) горных пород, слагающих земную кору, формы их залегания, их геологическое и географическое распространение
Петрография — фундамент и конечная цель петрологии. Её часто рассматривают как синоним более широкой и глубокой науки петрологии

## История

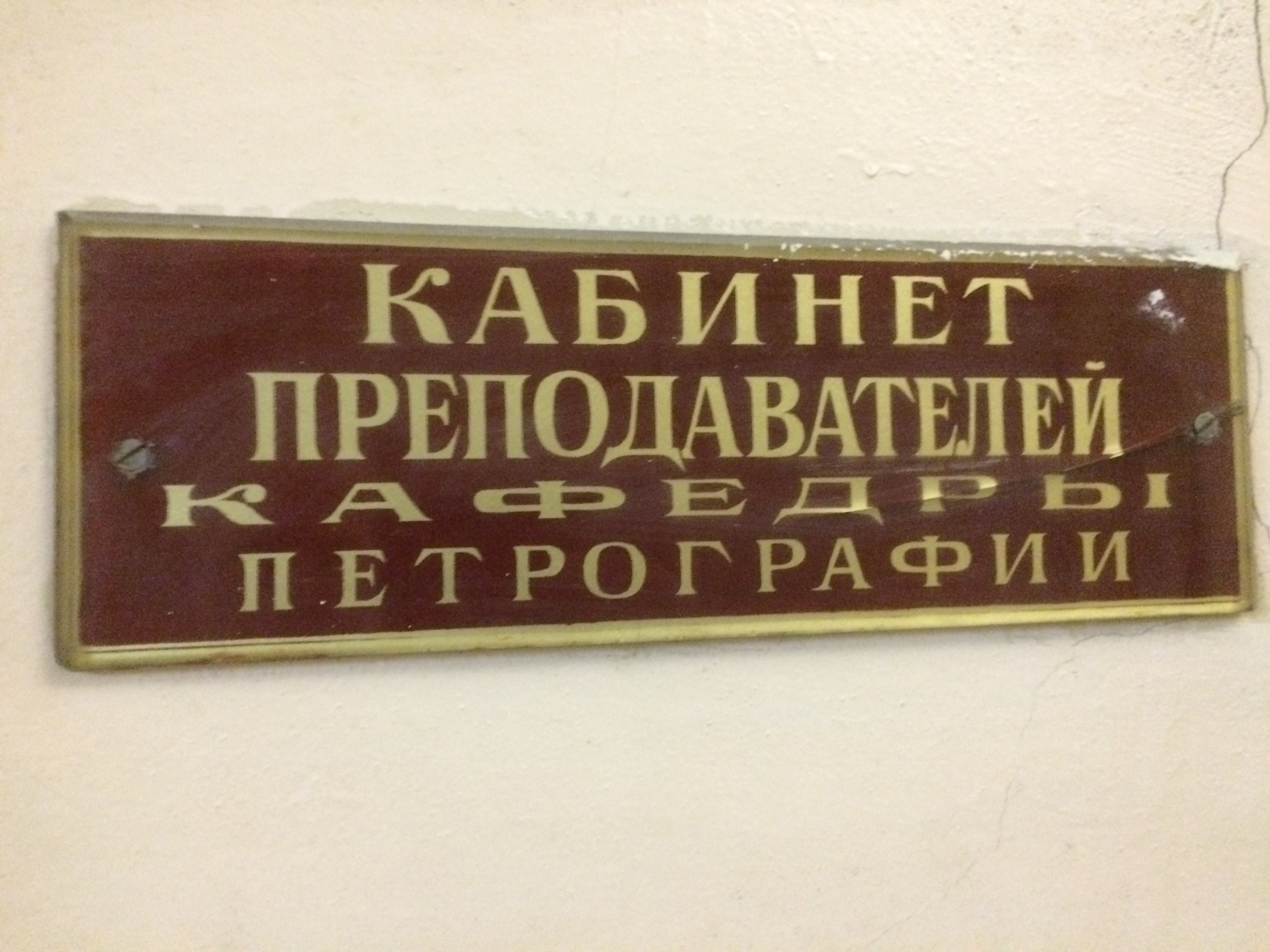
Петрография на Геологическом факультете МГУ

История петрографии разделена на три крупных периода:
1. до 1858 — домикроскопический
2. 1858—1898 — микроскопический — Г. Сорби в 1858 году показал возможность изучения микроструктуры горных пород в шлифах, и усовершенствования метода Ф. Циркелем в 1881 году.
3. 1890—1900 — физико-химический — изучение особенностей, химическая классификация горных пород, и экспериментальное направление в петрографии.

В дальнейшем петрография сменилась временем начала развития петрологии. По выражению академика Ф. Ю. Левинсон-Лессинга: «Петрография, как наука описательная, идеографическая, уже уступила своё место петрологии, как дисциплине номографической».
В 1925 году Ф. Ю. Левинсон-Лессинг ввёл основополагающее понятие петрографическая формация. Это «совокупность пород, представляющих вариации и продукты дифференциации какой-нибудь магмы вместе со всеми сопровождающими их пегматитовыми или иными жилами с контактными образованиями, обладает своей особой физиологией, которая данную формацию характеризует и отличает от другой, такой же геологической единицы».
В 1936 году Х. Л. Оллдинг установил, что петрография переродилась в петрологию в начале XX века.
В 1937 году Ф. Левинсон-Лессинг и Э. А. Струве стали рассматривать петрографию и петрологию, как синонимы.
Известные петрографы
- Белянкин, Дмитрий Степанович
- Дейли, Реджиналд Олдуорт
- Иддингс, Джозеф
- Иностранцев, Александр Александрович
- Коржинский, Дмитрий Сергеевич
- Левинсон-Лессинг, Франц Юльевич
- Лучицкий, Владимир Иванович[12].
- и другие

## Разделы и смежные науки
- Микропетрография (терригенная минералогия) — изучение обломочных горных пород.
- Экспериментальная петрография
- Искусственный камень — шлаки, динас, шамот и другие огнеупоры, цементы, керамика, абразивы, камни в стекле, неметаллические включения в стали и прочие.
- Техническая петрография.

В приложении к осадочным породам смежной наукой является литология.
Смежной с петрографией наукой, направленной на изучение структурно-текстурных особенностей магматических и метаморфических пород, их классификацией, минеральным составом является петрология. Но в отличие от петрологии, петрография изучает не только магматические и метаморфические породы. В отношении последних пород петрология и петрография часто рассматриваются как синонимы, но именно петрология, а не петрография, изучает генетические связи между породами.
Петрофизику можно рассматривать как науку о физико-механических свойствах горных пород и как часть петрографии.

## Интересные факты
- В 1920-х годах в СССР цензор, пропускавший в печать университетский курс петрографии Ф. Ю. Левинсон-Лессинга, красными чернилами зачеркнул в заголовке слово «петрография» и заменил его на «ленинграфия»[13].